# Ужичка гимназија
Ужичка гимназија је једна од најстаријих просветних институција Срба у Западној Србији. Постоји од 1839. Ту гимназију похађали су неки од првака социјалистичког покрета у Србији крајем 19. и почетком 20. века, Радован Драговић, Димитрије Туцовић и Душан Поповић и друге истакнуте личности као што су Љубомир Давидовић и Милан Предић.

## Историјат школе
Ужичка гимназија створена је у најзначајнијем историјском периоду борбе Срба за независност и самосталност, у првој половини 19. века, уз велике жртве и напоре. Признавањем аутономије Србима, стварају се повољни услови да се на читавој територији почну отварати школе. Министарство просвете Намесништва књажевског достојанства доноси коначну одлуку и објављује у Српским новинама број 40, од 9. септембра 1839. године да се полугимназија у Ужицу оснује и заведе. Полугимназија траје две године.
Први постављени наставник је Милан Мијатовић. 2. октобра 1839. године почела је са радом Ужичка полугимназија, а тај датум, по новом календару 14. октобар када је почео први разред  граматикалне класе, одабран је као Дан школе. Ужице у то време има 106 домаћинстава са 687 православних житеља и улази у ред образовних центара. Државни савет 9. јуна 1865. године одлучује се да Ужичкој вароши оснују по два најнижа разреда Гимназије- реалке за наступајућу школску 1865/66. годину. Школске 1875/76. Ужичка Реалка прераста у потпуну нижу средњу школу са четири разреда. Указом књаза 26. марта 1881. године Ужице добија потпуну реалку- нижу и вишу. Одлуку није било лако спровести, па ће 5. разред Гимназије тек почети са радом 1883. године. Министарство просвете 1887/88. године доноси решење о отварању Потпуне Гимназијске Реалке у Ужицу.

## Данашња зграда
За данашњу зграду Ужичке гимназије постављен је камен темељац 29. јула 1891. године, а свечано је отворена и почела са радом 7. октобра 1893. године. Други спрат је дограђен школске 1924/25. године. Од 1898. до 1902 године због укидања Ужичке реалке у гимназијској згради са већином професора Реалке ради приватна шесторазредна гимназија. Осморазредна гимназија почиње да ради 1902. године са преузетим ученицима и већим бројем професора Приватне шесторазредне гимназије. Осморазредна гимназија има и нови наставни план. Под окупатором у Првом светском рату Гимназија је радила само 1918. године, а у току Другог светског рата у континуитету, али нередовно све четири године. После рата Гимназија непрекидно ради уз измене наставних планова и програма, законских одредби до 1977. године.
У овом периоду Ужичка гимназија отварала је и издвојена одељења у Пожеги, Ивањици и Ариљу која су касније била основ за формирање самосталних гимназија у тим градовима. Ужичка гимназија од 1977. до 1989. године доживела је трансформацију по тадашњим школским законима, у заједничку основу, а касније су уведени и нови образовни профили: природно - математички, текстилни и личне услуге. Новим законом о средњем образовању донетим 1990. године рестаурирана је Гимназија. Генерација ученика уписана је школске 1990/91. године по новом гимназијском плану и програму и почела је своје школовање на друштвено - језичком и природно - математичком смеру. Уз незнатне измене наставних планова и програма Ужичка гимназија ради и данас.

## Знамените личности, ученици Гимназије
- Љубомир Стојановић
- Димитрије Туцовић
- Недељко Дивац
- Милутин Ускоковић
- Миладин Пећинар
- Љубомир Симовић
- Љубивоје Ршумовић
- Миодраг Миловановић Луне
- Вељко М. Мијушковић
- Даница Милосављевић
- Радован Драговић
- Душан Поповић
- Живко Топаловић